# Palazzo Fogaccia
Il Palazzo Fogaccia risale al XVII secolo e si trova in un grande parco nella parte est della città di Clusone.

## La storia
Costruito per desiderio del conte Vittorio Maria Fogaccia, venne disegnato dall'architetto Giovanni Battista Quadrio di Milano, figlio di Gerolamo che lavorò come architetto della fabbrica del Duomo di Milano nel 1672 e della chiesa dei Crociferi.  
Iniziato nel 1693 venne terminato nel 1709 dai capomastri Giovan Maria e Antonio Trezzini di Lugano, interpretando la volontà della famiglia Fogaccia il cui motto era NI MATARME NI SPANTARME (né mi ammazzi, né mi spaventi), di dare un tangibile segno di superiorità nei confronti di tutte le altre famiglie locali.

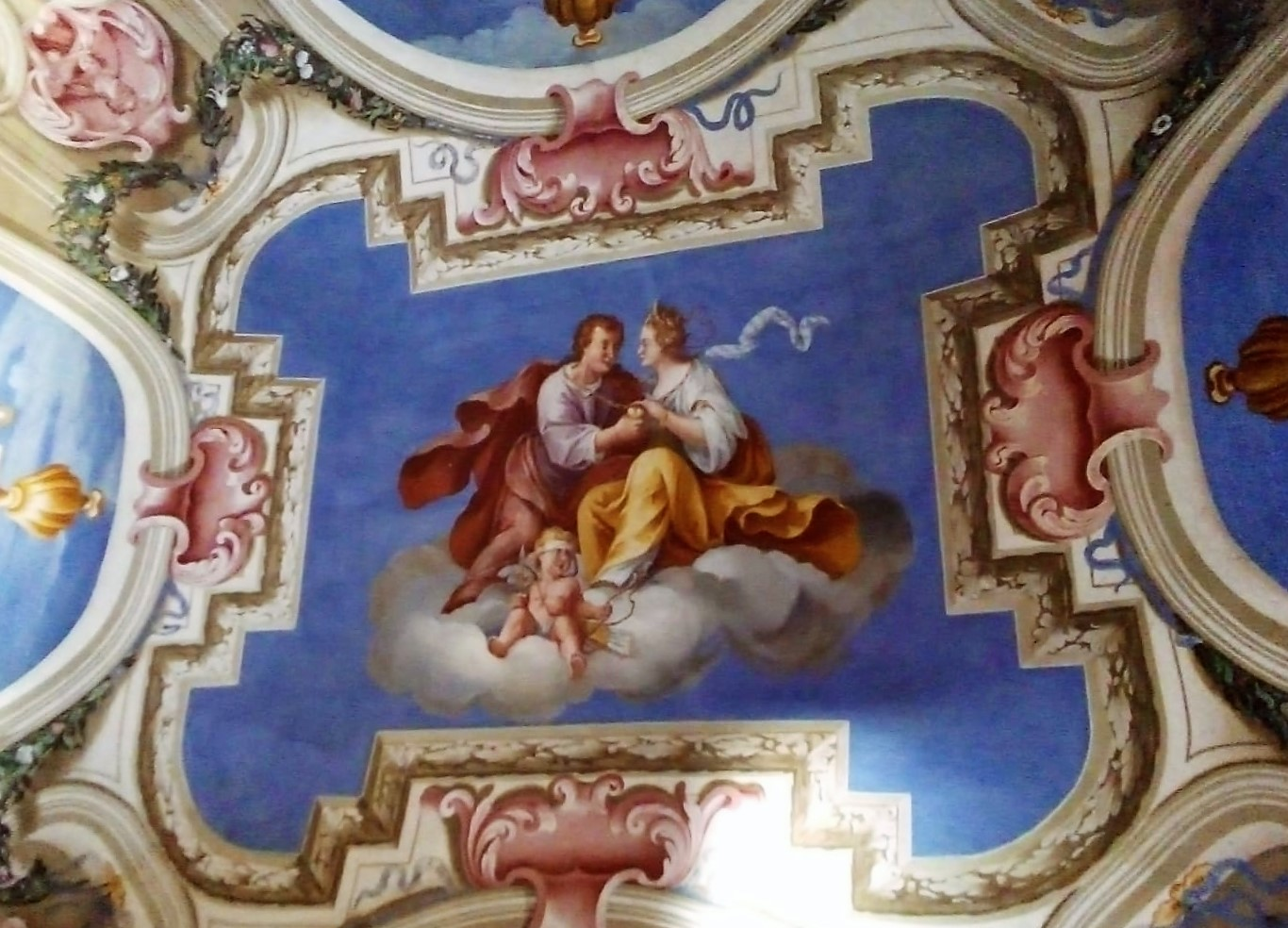
Palazzo Fogaccia-interni affresco soffitto

Purtroppo il palazzo venne abitato dalla famiglia solo per una estate, quella del 1709.
Nel 1939 il palazzo diviene Fogaccia Giovanelli, a seguito del matrimonio della Contessa Giulia Fogaccia Zammitti, nipote e erede del conte Piero Fogaccia, con il Principe Giuseppe Giovanelli, famiglia originaria della Val Gandino e imparentata con quella di Guglielmo Marconi, anche se gli sposi abiteranno prevalentemente la Villa Giovanelli Fogaccia a Roma.
Il 23 ottobre 1910 il Ministero della pubblica istruzione dichiarò il palazzo Opera di importante interesse artistico. Il palazzo viene aperto occasionalmente per ospitare concerti e visite guidate.

## Architettura

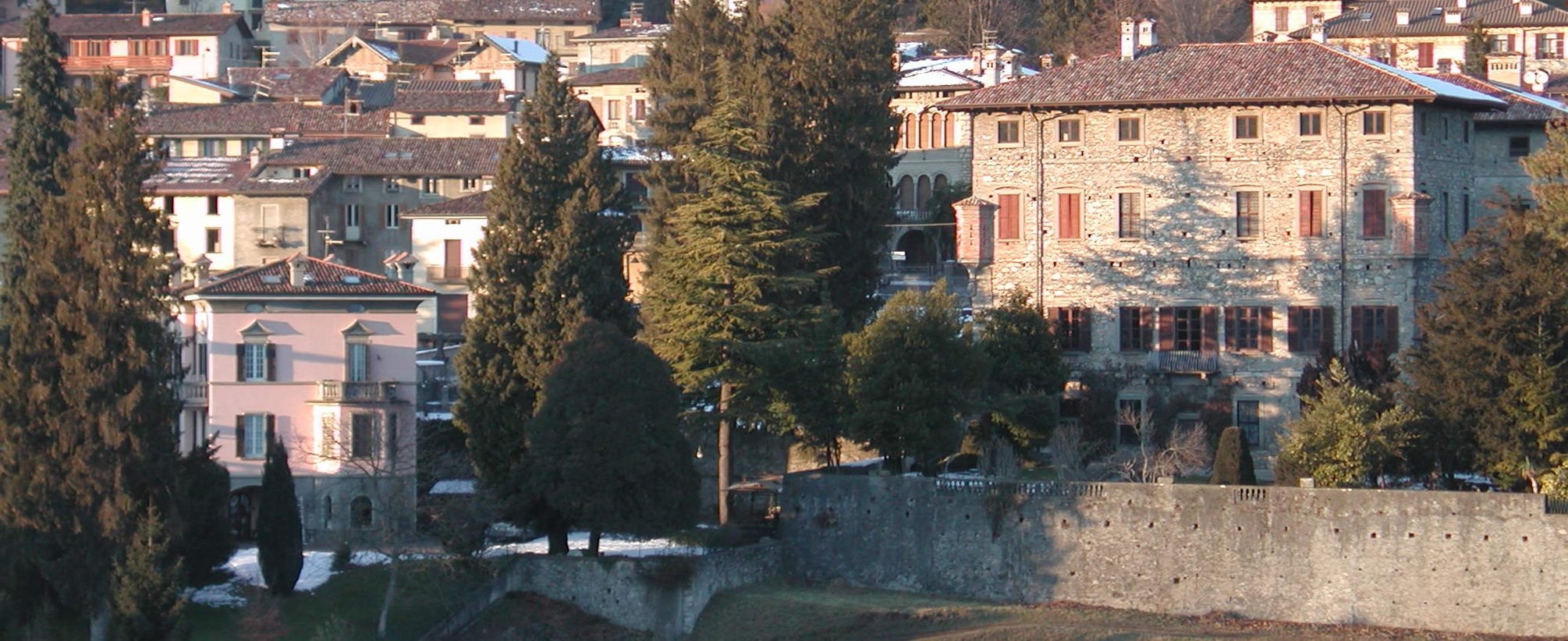
Palazzo Fogaccia Lato est

La parte esterna è in muro rustico, si presenta principalmente nella lunga parete rivolta a sud, disposta su tre piani, dove risaltano le pietre scure delle cornici delle finestre e dei portali. Il primo piano ha dieci aperture quadrate, al piano nobile vi sono corrispondenti grandi finestre con al centro il balconcino, e al terzo si ripresentano le medesime aperture del primo con le finestre quadrate. Il portale all'ingresso in bugnato riproduce lo stemma della famiglia Fogaccia: due teste di leone, realizzate dai fratelli Carra presenti a Clusone durante i lavori decorativi della basilica mariana. Nell'ampio spazio all'ingresso si conserva la carrozza di famiglia utilizzata fino ai primi del Novecento.
La parte interna del palazzo si configura con la predisposizione tipica dei palazzi nobiliari del Seicento e Settecento italiano. Un grande scalone in pietra con balaustre accompagna al primo piano dove la galleria di disimpegno completamente affrescata da Giuseppe Brina e altri porta al grande ‘'Salone d'onore'’ affrescato dai fratelli Giovanni e Giuseppe Mariani di Milano.
Alcune sale al primo piano, la galleria sul lato a est, di alcune volte e stanze sono opera del pittore Francesco Paglia allievo del Guercino che dipinse anche il quadro di grandi dimensioni del salone principale raffigurante il conte Vittorio Maria Fogaccia con la famiglia durante una festa nel parco della loro dimora.
Vi sono varie sale di rappresentanza, una galleria, una cappella privata, appartamenti per ospiti e locali ad uso privato il tutto affrescato e decorato.
Molti artisti hanno lavorato nel palazzo, perché la famiglia voleva testimoniare il proprio interesse alla cultura e all'arte vi sono due ritratti di Querena, una Annunciazione di Domenico Carpinoni e nature morte raffiguranti strumenti musicali di Bartolomeo Bettera, che aveva ereditato la bottega di Evaristo Baschenis continuandone poi l'arte.

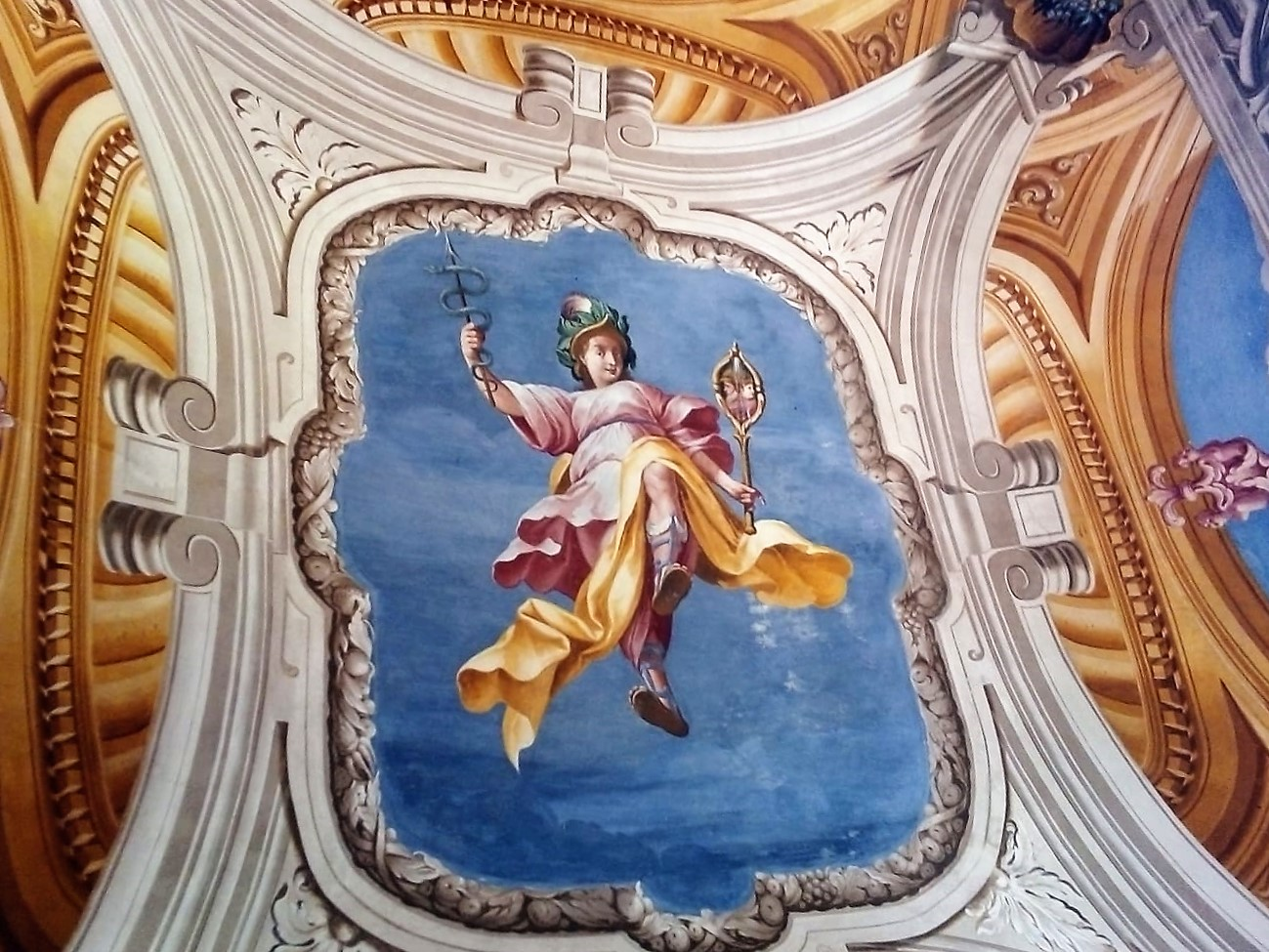
Palazzo Fogaccia-interni soffitti